# IC 633
IC 633 ist eine Spiralgalaxie vom Hubble-Typ Sdm im Sternbild Sextant südlich des Himmelsäquators. Sie ist schätzungsweise 242 Millionen Lichtjahre von der Milchstraße entfernt.
Das Objekt wurde am 9. Mai 1893 von dem französischen Astronomen Stéphane Javelle entdeckt.